# Ludwig von Herterich
Ludwig von Herterich (født 13. oktober 1856 i Ansbach, død 25. december 1932 i München) var en tysk genre- og historiemaler.
Herterich, der var elev af Diez, fik under sin lærervirksomhed ved Münchens Akademi ikke ringe indflydelse på nyere München-kunst, særlig gennem sin koloristiske begavelse. Efter at have udført scener fra Bondekrigen malede han 1888 sit første betydeligere værk Johanna Stegen, senere Sankt Georg (Nye Pinakotek i München), portræt af Prins Luitpold (1893) med mere.